# Плейбек-театр
Плейбэк-театр (также театр плейбек или плейбэк, реже двуязычное название playback-театр, театр playback, англ. Playback Theatre, букв. пер. «театр воспроизведения») — это форма театра импровизации, где зрители рассказывают личные истории, а актёры превращают их в художественное произведение на сцене.
Название происходит от сокращения фразы «We are playing your stories back to you» (рус. «Мы играем ваши истории, возвращая их вам»), которой первые плейбек-актёры описывали зрителям представление нового вида (формы) импровизационного театра.

## История
Плейбэк-театр как форма театра импровизации зародился в 1975 году в г. Нью-Палц, что 130 км от Нью-Йорка. Джонатан Фокс и Джо Салас стали его основателями, создав первую экспериментальную группу. На тот момент у Джонатана был опыт проведения академических исследований в области театра в Гарварде, работы драматургом (с 1973 года), профессором в области театра в Институте Коннектикута и актёром в Нью-Йорке. У Джонатана и Джо был опыт работы волонтёрами в развивающихся странах. Так, Джонатан работал волонтером Корпуса мира в Непале, Джо Салас — в Малайзии. Семейные традиции социальной ответственности и прогрессивной политики несомненно также повлияли на их дальнейшие воззрения.
Уже позже он познакомился с Зеркой Морено и театром спонтанности в Вене (Психодрама). Это и дало толчок для организации и регулярных занятий первой труппы. В процессе развития первая группа плейбэк-театра выступала давая не только открытые перформансы, но и в школах, тюрьмах, для пожилых людей, на конференциях и фестивалях, вдохновляя людей делиться историями вне зависимости от их социального положения, вероисповедания, расы, пола, ориентации и т. д.
Форма плейбэк-театра позволяла Джонатану и Джо сохранять баланс структуры и импровизации, развлечений и моральных ценностей. Идея плейбэк-театра вдохновила многих людей. Уже в 1980 году члены первой труппы отправились на гастроли в Австралию, и, как результат их перформансов и мастерских, родились первые труппы плейбэк-театра в Сиднее (1980), Мельбурне (1981), Перте и Веллингтоне. Эти четыре театра по-прежнему продолжают свою работу. С тех пор эта форма театра начала распространяться в Северной Америке, Европе, на других континентах. Сейчас плейбэк-театр существует в той или иной форме в более 60 стран мира на всех 6 континентах.
В 1989 году Джуди Сваллоу создала Ассоциацию плейбэек-театров, практиков и заинтересованных, чтобы поддерживать контакт и обмен опытом между плейбек-театрами по всему миру. А в 1991 году состоялась первая Международная конференция плейбэк-театров в Австралии.
С расширением сообщества плейбэк-театров и широкого применения этой формы в 1993 году Джонатан Фокс создал Центр плейбэк-театра (Нью-Йорк) (Centre for Playback Theatre), который начал обучать и вести образовательные программы для плейбэк-практиков, лидеров театров и тренеров.

## Театральная форма
На представлении плейбэк-театра зрители спонтанно рассказывают истории, которые могут рождаться в связи с предыдущими историями или без; актёры вместе с музыкантом превращают историю в художественное сценическое произведение, используя специфические плейбэк-театральные формы импровизации, композицию, метафоры, голос, пластику и др. Кондактор (ведущий представления) ведет перформанс и является медиатором (посредником) между зрителями и актёрами, выполняя также некоторые другие роли.

## Применение плейбек-театра
Плейбэк-театр используется по всему миру в разных областях. На открытых сценах театров, в образовательных учреждениях, больницах, тюрьмах, бизнес-компаниях, в работе с беженцами и особыми сообществами, после катастроф и стихийных бедствий, на днях рождения и свадьбах, на других мероприятиях.
Некоторые техники и формы плейбэк-театра также иногда используются психологами и психотерапевтами в методе групповой психотерапии — психодраме, а также других формах групповой психологической, поддерживающей и просветительской работы.

## Социальная трансформация
Приглашая людей рассказывать личные истории, вновь переживать их, придавая им театральную форму, плейбэк-театр способствует открытому личностному диалогу, усиливает взаимопонимание и сочувствие, стирает границы между сообществами людей. В 2014 году Джонатан Фокс и Джо Салас были номинированы на альтернативную нобелевскую премию за мужество и социальные трансформации в мире.